# Orient (Maine)
Orient város az USA Maine államában, Aroostook megyében. 

## Népesség
A település népességének változása: